# بادي أمبروز
بادي أمبروز (بالإنجليزية: Paddy Ambrose)‏ (17 أكتوبر 1928 بدبلن في جمهورية أيرلندا - 22 فبراير 2002 في جمهورية أيرلندا) هو مدرب كرة قدم ولاعب كرة قدم أيرلندي في مركز الهجوم. شارك مع Republic of Ireland national football B team ‏ ومنتخب جمهورية أيرلندا لكرة القدم. أما مع النوادي، فقد لعب مع نادي شامروك روفرز ودوري أيرلندا الحادي عشر ‏.

## وصلات خارجية
- بادي أمبروز على موقع قاعدة بيانات كرة القدم.إي يو (الإنجليزية)
- بادي أمبروز على موقع ناشيونال فوتبول تيمز (الإنجليزية)